# Relentless7
I Relentless7 sono una band Southern rock/Blues/Hard rock americana. Attualmente sono la band di Ben Harper.

## Storia del gruppo
Nel 1999 Ben Harper si trovava ad Austin (USA) per il festival del Blues. Un furgone lo prelevò dall'albergo per portarlo a suonare; alla sua guida c'era Jason Mozersky, leader del gruppo, che consegnò a Ben un demo del suo neonato gruppo, i Relentless7 appunto. Così nacque la collaborazione fra Ben e i Relentless7, che portò prima a una collaborazione part-time (Ben li volle per la prima volta nel 2006 per farsi accompagnare in 2 canzoni dell'album Both Sides of the Gun) e poi a una collaborazione a tempo pieno (diventando la band ufficiale di Harper, che con loro ha inciso il cd, White Lies for Dark Times).

## Componenti
I componenti sono Jason Mozersky (chitarra), Jesse Ingals (basso) e Jordan Richardson (batteria).